# Poa parviceps var. parviceps
Poa parviceps var. parviceps là một phân loài cỏ trong họ hòa thảo, thuộc chi poa.